# The truth about the Russian dancers
The truth about the Russian dancers is gelegenheidsmuziek geschreven door Arnold Bax.
Inspiratie tot deze muziek moet gezocht worden in de Ballets Russes van Sergej Djagilev, die van tijd tot tijd ook Londen aandeed.  Het is bekend dat Bax voor dat balletgezelschap al eerder een aantal stukken componeerde, maar deze bleven onvoltooid of zijn verloren gegaan. The truth about the Russians dancers is geschreven voor een dans/toneelstuk van J.M.Barrie, waarbij ballerina Tamara Karsavina de hoofdrol vertolkte.
Bax voltooide het werk op 5 februari 1920, de eerste voorstelling vond plaats op 15 maart 1920 in het London Coliseum (groot succes) met herhalingen in 1926. De muziek zou nog wel uitgegeven worden, maar dat bleef achterwege. Wel verschenen drie korte pianowerkjes (Serpent dance, Ceremonial dance en Water music), die terug te voeren waren op het ballet. De rest verdween in de la.  In de jaren zestig werden de manuscripten weer tevoorschijn gehaald voor het samenstellen van was suites, maar ook die verdwenen weer in de la. Die werden weer opgepoetst voor de plaatopname uit 1990, om daarna weer geheel uit beeld te raken.
Een ballerina raakt verliefd op een kasteelheer, waarbij zij haar liefde alleen kan tonen door voor hem te dansen. De verliefdheid komt van beide kanten, zodat er getrouwd wordt (in de muziek zijn kerkklokken te horen). Een volgende stap is het nemen van kinderen. Daarbij doet de Maestro zijn intrede. Het laten geboren worden van een kind heeft tot gevolg dat een ander personage moet vervallen. Om het gehele gezelschap te laten voortleven, valt de keus op de Maestro zelf. Het toneelstuk vormt zich langzaam aan tot een volledig ballet, waarbij blijkt dat elk personage kan dansen. De waarheid achter de Russische dansers is dat het allemaal poppen zijn in een poppenspel.       